# Saturnino Bellido
Saturnino Bellido Díaz, (Ablitas, 20 de novembre de 1840 – Saragossa, 27 de març de 1920) va ser un enginyer de camins, canals i ports, director del Port de Tarragona entre els anys 1881 i 1889. Fill de Benigno Bellido i Feliciana Díaz acabà els seus estudis d'enginyer el curs 1870-1871. Abans d'anar a Tarragona treballà a la Divisió Hidrològica de Saragossa. Va ser nomenat Comendador d'Isabel la Catòlica el 26 de juny de 1876. Exercí la seva professió fins al 10 de novembre de 1905.
Entre els seus treballs destaquen el Moll de Costa del Port de Tarragona, tot i que també fou l'artífex d'altres projectes com el del dic de l'Oest per a la desviació del riu Francolí. Dirigí, a més, una important campanya de dragatge per aprofundir i augmentar el calat amb la finalitat de potenciar l'entrada de vaixells de més tonatge. Va ser també Bellido l'encarregat de la instal·lació de l'enllumenat amb gas als molls i de la baixada de Toro (la Ziga-Zaga).
Cal destacar la important labor social que va dur a terme en favor dels presidiaris que treballaven a les obres del Port i considerar-lo com un dels principals promotors de la desaparició del presidi.
Bellido, desenvolupà també una altra faceta no menys important que les anteriors, la de cronista del Port, ja que s'encarregà de recopilar-ne la seva història dins la Memoria sobre los actos más importantes de la Junta de Obras del Puerto de Tarragona desde que se publicó la última memoria en 30 de junio de 1871 al 30 de junio de 1883 con una reseña general y estados de las obras ejecutadas y de los ingresos y gastos realizados por la Junta seguida de un apéndice acerca de la historia antigua y moderna del puerto, l'any 1883. L'any 1889, passà a ocupar, de manera interina, el càrrec d'enginyer en cap de la Direcció d'Obres Públiques de la província de Tarragona.
El consistori tarragoní li reconegué tots aquests mèrits esmentats posant el seu nom a un carrer al voltant de la zona creada aquests últims anys al voltant de l'hospital Joan XXIII l'any 2007.